# 陇东学院
陇东学院是一所位于中华人民共和国甘肃省庆阳市的公立全日制综合性大学。

## 历史
该校的历史可以追溯到1978年10月18日，当年，庆阳师范专科学校在今庆阳市南大街成立。1992年7月，更名庆阳师范高等专科学校，2001年，庆阳地区农业科学研究所和庆阳地区农业学校整体并入庆阳师范专科学校:589-590。
2003年，中华人民共和国教育部批准，成立陇东学院，同年9月，学校逐步迁入同市八里庙的新校区:1280。
2012年，成立于1965年的庆阳卫生学校整体并入陇东学院，并组建陇东学院的岐伯医学院:1271-1272。

## 教学现况

### 系所设置
1979年成立之初，庆阳师专开设中文、英语、数学、物理、化学、体育等6个师范类专业，规模1000人。自1992年开始，学校陆续增设文秘、工艺美术、应用物理、果树栽培等非师范专科专业:1281。至2021年，陇东学院下设文学、历史与地理、外国语、教育、政法、经济管理、数学与统计、生命科学与技术、农林科技、音乐、美术、体育、电气工程、化学化工、信息工程、土木工程、能源工程、机械工程、医学院、马克思主义学院20个二级学院和继续教育学院，招生专业56个。